# Waben
Waben je naselje v Občini Flattach v Okraju Špital ob Dravi  na Koroškem v Avstriji.